# Deu Mil a Brussel·les
Deu Mil a Brussel·les és una plataforma independentista catalana creada el 2009 que tenia per objectiu fer una manifestació a favor de la independència de Catalunya a Brussel·les, capital de Bèlgica. Aquesta manifestació es va fer el 7 de març del 2009 i hi van assistir entre 3.000 (segons la policia brussel·lesa) i 10.000 persones (segons els organitzadors). El seu promotor fou Enric Canela.
A principis del 2009 sol·licità un referèndum d'autodeterminació pel setembre del 2010 i a principis del 2010, inicià una campanya per sol·licitar el referèndum a l'ONU. El biòleg i enginyer informàtic Manel Bargalló (Tarragona, 1961), un dels promotors de la manifestació, explicà l'experiència al llibre Els Herois (2011).
Seguint el precedent de Deu Mil a Brussel·les, International Comission of European Citizens (ICEC) va convocar una concentració a Brussel·les el 30 de març de 2014 sota el lema en anglès «Europe, we will vote about independence», amb moviments socials sobiranistes de Catalunya, Escòcia i Flandes.